# 중량톤수

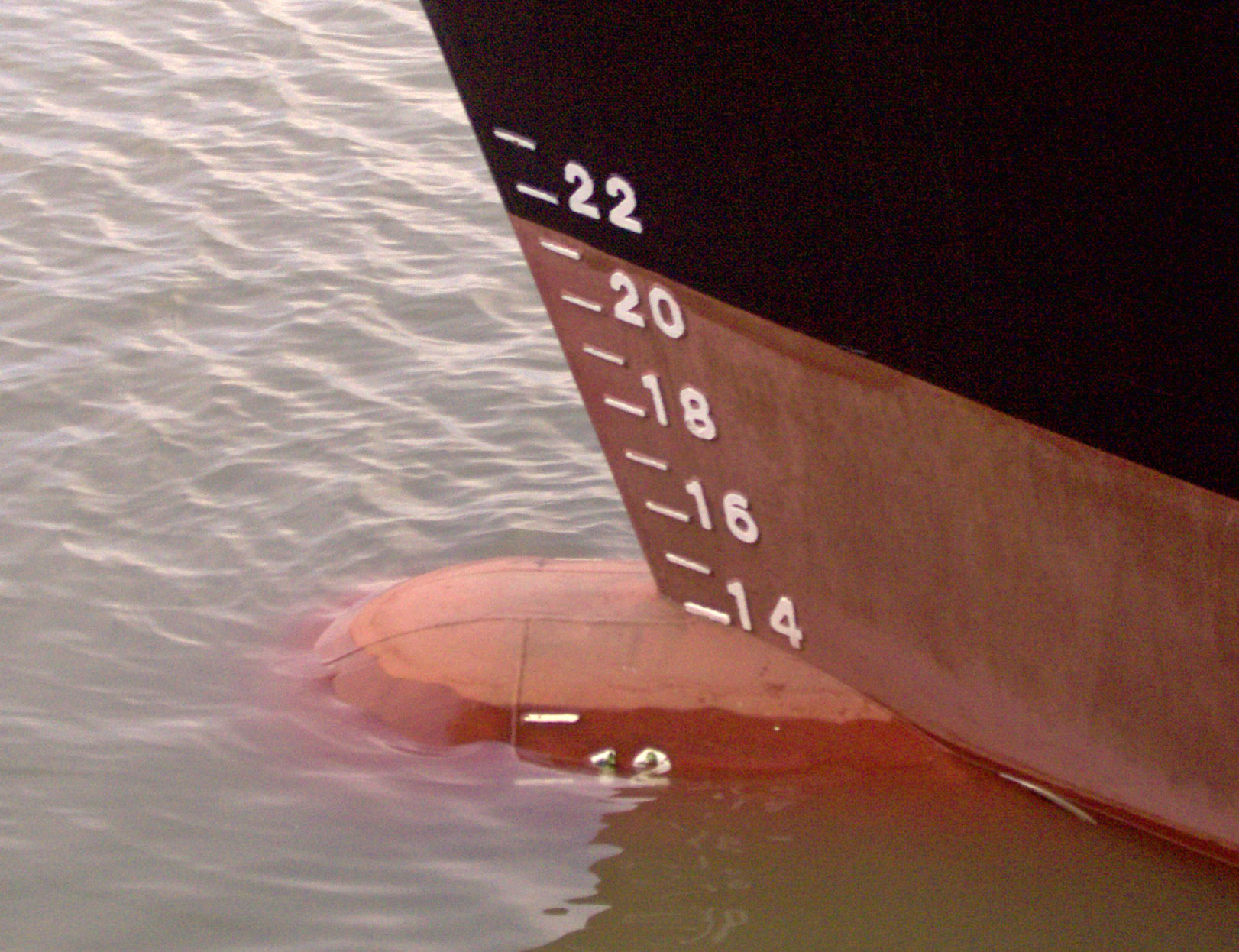
배가 무거울수록, 물속에 더 깊이 가라앉는다. 최대 DWT는 선박이 수중에서 위험하게 낮은 수준으로 주행하지 않고 운반할 수 있는 중량이다.

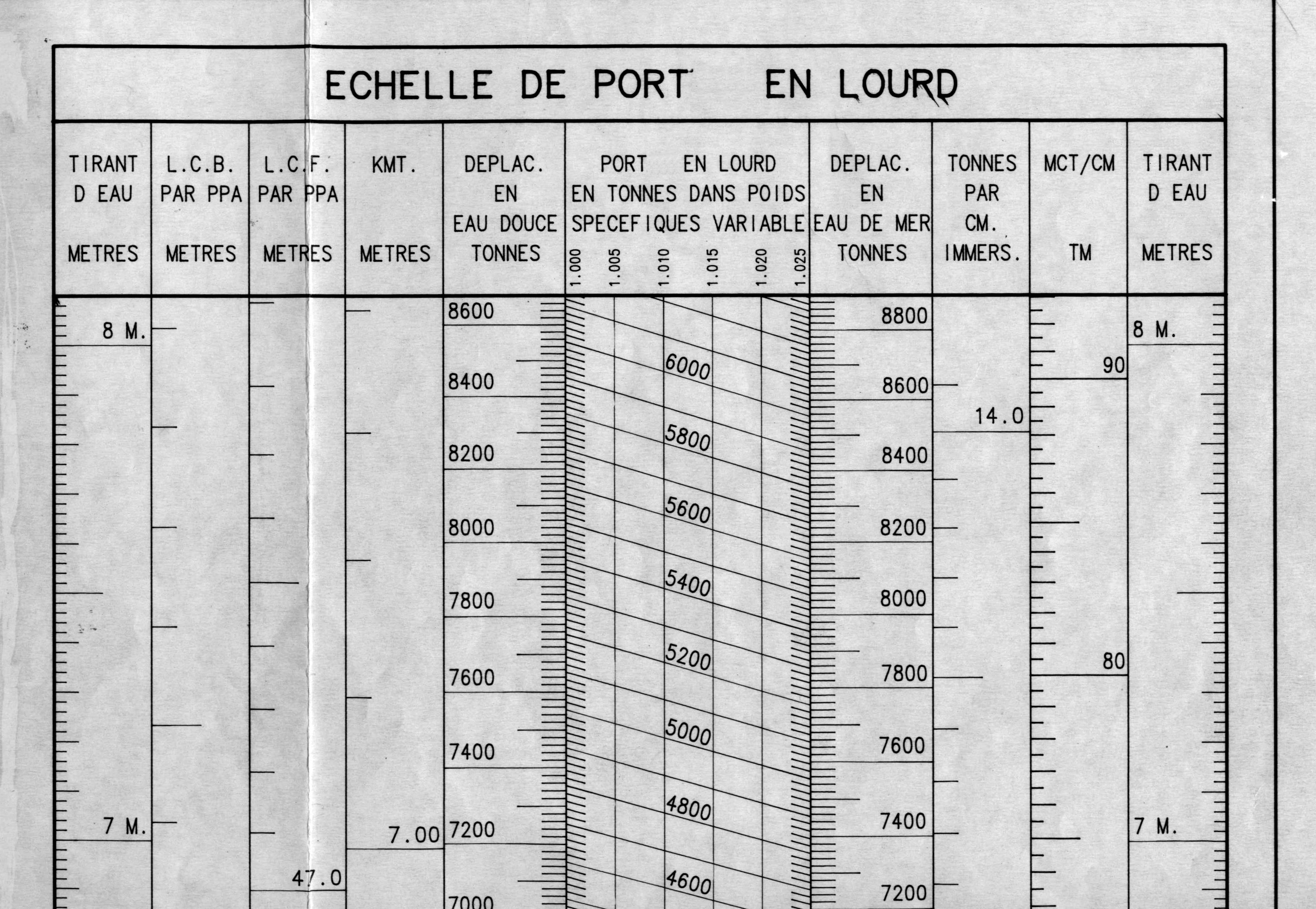
6,000톤 DWT 선박에 대한 눈금자

중량톤수(deadweight tonnage, 약칭 DWT) 또는 재화중량톤수(載貨重量噸數)는 선박이 운반할 수 있는 중량을 측정한 것이다. 배 자체와 기관의 무게를 제외하고, 화물, 연료, 담수, 밸러스트수, 식량, 여객, 선원의 중량의 합이다. 선박의 안전한 항행이 가능한 최대 적재량을 표시하는 것이다.

## 정의
중량톤수는 선박의 자체 중량을 포함하지 않은 선박이 수용가능한 중량 능력을 측정한 것이다. 이는 선박 자체 중량 또는 총 톤수 또는 순 톤수의 체적 측정을 포함하는 배수량(배수된 물의 중량)과 구별된다. (레거시는 총 등록톤수와 순 등록톤수를 측정한다)
중량톤수는 역사적으로 장톤으로 표현되었지만, 현재는 일반적으로 국제적으로 톤(미터톤)으로 표시된다. 해상 인명 안전을 위한 국제 협약 및 선박으로부터의 오염 방지를 위한 국제협약과 같은 현대 국제해운협약에서 중량톤수는 A와 B 사이에 톤 차이로 명시적으로 정의된다.
- A : 할당된 여름 건현에 해당하는 흘수에 1.025(바다물의 평균밀도에 해당하는)의 특정 중력의 수중에 있는 배의 배수량
- B : 배의 경량 배수량

컨테이너의 경우 적재가능한 최대 컨테이너 적재량을 20피트 컨테이너 단위(Twenty Feet Equivalent Unit, TEU)로 표시한다.

## 비교
미터톤이 1톤에 1,000kg일 때, 장톤과 단톤은 미터톤을 기준으로 더 많거나 적다.
- 장톤 (long ton, 영국톤) : 1톤 = 2,240 파운드 ≒ 1,016.1kg.
- 단톤 (short ton, 미국톤) : 1톤 = 2,000 파운드 ≒ 907.2kg.